# Luca Signorelli (giornalista)
Luca Signorelli (...) è un giornalista, critico musicale e conduttore radiofonico italiano specializzato soprattutto nel campo del rock, hard rock ed heavy metal.
È stato il redattore capo della edizione italiana della rivista Metal Hammer prima e della rivista online Metallus poi. Il suo stile ricco di ironia e provocazioni, spesso infarcito di citazioni extra-musicali tra arte, cinema e fumetto, fu seminale per le successive generazioni di giornalisti musicali metal.

## Biografia
Luca Signorelli fu tra i fondatori, assieme a Claudio Cubito e Sandor Mallasz, della versione italiana della rivista Metal Hammer nel 1989, rimanendovi come redattore capo fino al 2005. In questo periodo porta la rivista crebbe sempre più, raggiungendo l'apice delle vendite nel 1999 con 16000 copie vendute.
Nel 1998 scrisse il suo libro L’estetica del metallaro. Là fuori ci sono solo mostri, pubblicato per la casa editrice Theoria. Il libro, che travalica la musica trattando più genericamente della "cultura metal", rimarrà un libro molto influente negli anni a seguire.
Nel 1999 Luca Signorelli fu invitato da Riccardo Bertoncelli, che allora dirigeva la collana Atlanti Musicali Giunti per la Giunti Editore, a curare il volume dedicato all'heavy metal. Ne scaturirono due saggi intitolati 
Heavy metal. I classici (2001) ed Heavy metal. I moderni (2002), il primo dedicato alle origini ed al metal degli anni '80, mentre il secondo più rivolto alla propria contemporaneità, con le nuove band ed i nuovi stili degli anni '90. I due libri ebbero talmente successo che di li a poco uscì anche il volume enciclopedico intitolato Metallus. Il libro dell'heavy metal (Giunti Editore, 2002).
Ad nel 2003 conduce la trasmissione radiofonica intitolata RaiStereoNotte con Chiara Pacilli e Alberto Campo.
Nel 2010 la Giunti Editore ristampa le due guide Heavy metal. I classici (2010) ed Heavy metal. I moderni (2010), aggiungendone una terza intitolata Heavy metal. I contemporanei (2010).

## Opere
- L'estetica del metallaro. Là fuori ci sono solo mostri, Theoria, 1998, ISBN 8824104975.
- Heavy metal. I classici, Giunti, 2000, ISBN 8809016963.
- Heavy metal. I moderni, Giunti, 2001, ISBN 8809016971.
- Metallus: Il libro dell'heavy metal, Giunti, 2001, ISBN 8809022300.
- Heavy metal. I contemporanei, Giunti, 2010, ISBN 9788809749627.